# 川浪良太
川浪 良太（かわなみ りょうた、1899年2月12日 - 1932年）は、日本の映画監督、脚本家である。阪妻・立花・ユニヴァーサル連合映画で監督としてデビュー、マキノ・プロダクションでも短期間に多くの現代劇を監督した。

## 来歴・人物

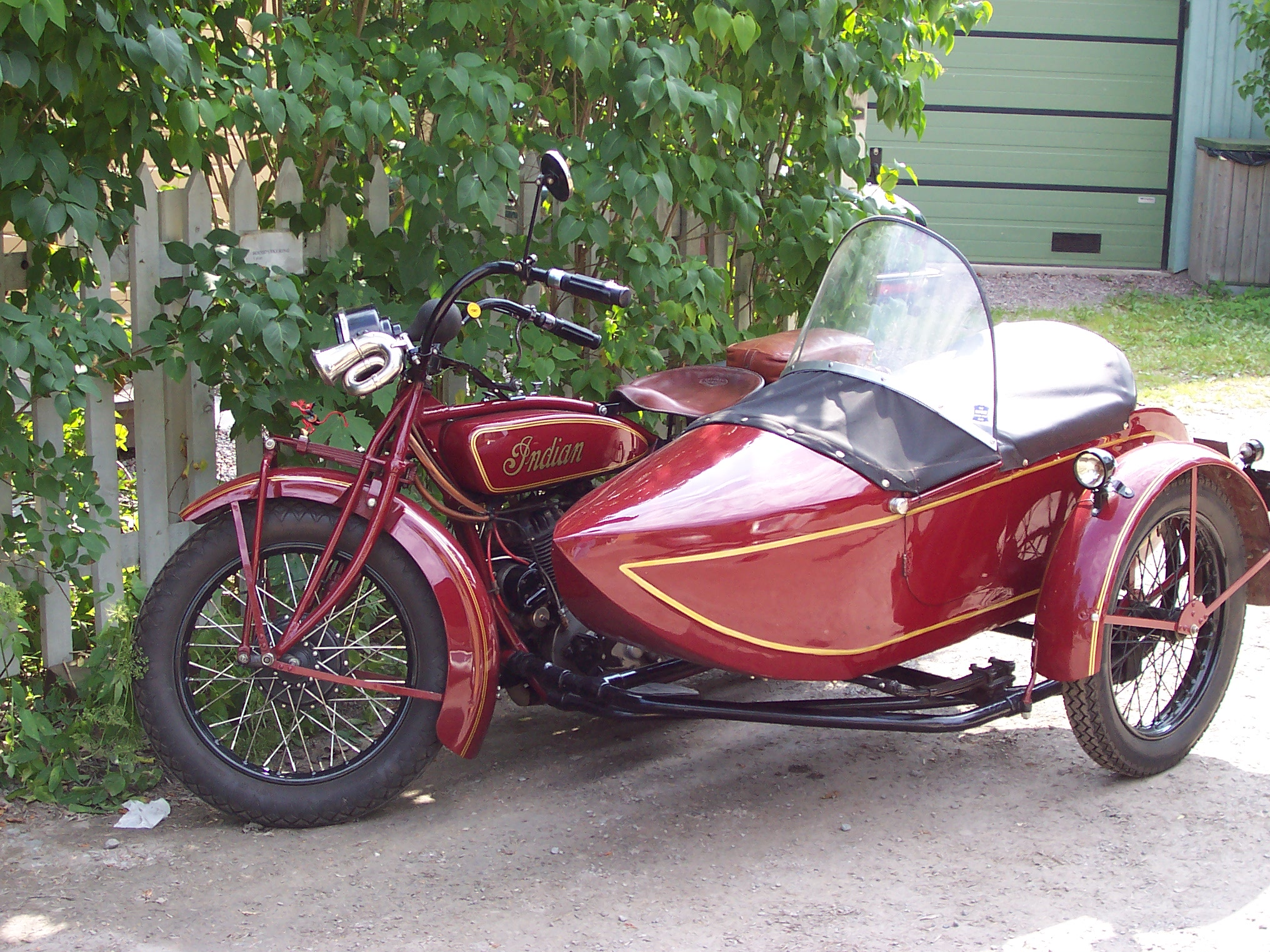
川浪が学生時代に乗っていたインディアン・チーフ（ただし写真は1928年型）

1899年（明治32年）2月12日、福岡県に生まれる。両親とは早く死別した。伯父が黒龍会の内田良平、実業家で映画プロデューサーの立花良介は親戚に当たる。東京の伯父・内田のもとから学校に通い、旧制・海城中学校（現在の海城高等学校）を経て早稲田大学商学部に入学、身長5尺8寸（175.8センチ）・体重24貫（90キロ）の体躯でラグビーやゴルフ等のスポーツをこなし、インディアンモータサイクル社製の赤いバイクで通学するといった優雅な学生生活を過ごした
関東大震災後の1924年（大正13年）3月、大学を卒業し、同年9月、東亜キネマ営業部に入社、さらに同年11月には京都の同社等持院撮影所（牧野省三所長）に異動となった。半年後の翌1925年（大正14年）3月には同社を退社、立花良介の一立商店に入社した。同年6月、牧野が東亜キネマを退社してマキノ・プロダクションを設立したのと同時期に、立花と阪東妻三郎が阪東妻三郎プロダクションを設立、川浪は同社に入社する。同年11月には同社を退社、神戸の第一朝日館支配人となる。2か月後の1926年（大正15年）1月に渡米、ハリウッドのパラマウント俳優学校に留学した。同年11月に帰国するや大日本ユニヴァーサルに入社、俳優としてデビューし、近藤伊与吉監督・出演の『美しき奇術師』（阪妻・立花・ユニヴァーサル連合映画、1927年）などに出演した。
28歳を迎える1927年（昭和2年）2月、ジェイ・マーチャント製作、志波西果オリジナル脚本による映画『笑殺』で監督としてデビューしたが、同年6月にユニヴァーサル社を退社、翌1928年（昭和3年）2月、マキノ・プロダクション御室撮影所に監督として入社した。『紅手袋』前・後篇を初めとして17本を監督した時点の1929年（昭和4年）7月25日に牧野省三が死去、没後50日を経た同年9月に牧野の長男・マキノ正博を中心とする新体制が発表され、川浪は「監督部」に名をつらねた。以降、現代劇の主力として10本を監督した。
1930年（昭和5年）夏、立花が専務取締役をつとめる帝国キネマに移籍、長瀬撮影所の企画部長に就任した。しかし同年9月に同撮影所は火災で焼失、松竹に間借りした太秦撮影所に移ることとなる。川浪は同社で合計5本を監督したところで、1931年（昭和6年）9月、同社の製作代行会社である新興キネマが設立され、川浪は新興に移籍、同社での企画部長は渾大坊五郎に替わる。
同年末公開の『酒は涙か溜息か』を監督、1932年（昭和7年）に入って5本を監督し、7月公開の『満蒙弥次喜多道中』を監督したのち、同年に死去した。33歳没。妻・良子は、阪東妻三郎の妻・田村静子（旧姓・古市）の従妹に当たる。

## おもなフィルモグラフィ
出演
- 美しき奇術師　1927年　監督・出演近藤伊与吉、主演英百合子

監督
- 笑殺　1927年　製作ジェイ・マーチャント、原作・脚本志波西果、主演金井謹之助　※監督デビュー作
- 紅手袋 前・後篇　1928年　原作星野辰男、脚本葛飾陶九郎、主演玉木悦子、津村博
- アラビヤの唄　1929年　原作・脚本・監督　主演マキノ智子
- 君恋し　1929年　原作・脚本陣出達男、作詞時雨音羽、作曲佐々紅華、主演松浦築枝
- 学生三代記 昭和時代　1930年　共同監督マキノ正博・滝沢英輔、主演大貫憲二
- 酒は涙か溜息か　1931年　原作・脚本片岡白虹、主演杉狂児
- 満蒙弥次喜多道中　1932年　脚本上島量、主演杉狂児、小宮一晃　※遺作

## 関連事項
- 立花良介
- 阪東妻三郎
- ジェイ・マーチャント （Jay Marchant）
- マキノ・プロダクション （牧野省三）

## 註
1. 1 2 3 4 5 6  『日本映画監督全集』（キネマ旬報社、1976年）の「川浪良太」の項（p.130-131）を参照。同項執筆は岸松雄。
2. ↑  立命館大学衣笠キャンパスの「マキノ・プロジェクト」サイト内の「1929年 マキノ・プロダクション御室撮影所 所員録」の記述を参照。
3. ↑  「株式会社嵯峨映画の歴史」の記述を参照。